# 海衛十四
希波坎普（Hippocamp）最初被稱為S/2004 N 1，是海王星的一顆小衛星，直徑大約僅有35 km（20 mi），它的軌道週期短於一天。這顆衛星的發現於2013年7月1日公諸於世，並使海王星的衛星數量增加為14顆。這顆衛星因為過於黯淡，因此航海家2號在1989年探測海王星時未能發現它。SETI協會的馬克·肖沃爾特經由分析哈伯太空望遠鏡在2004年至2009年拍攝的海王星照片找到它。
2018年9月25日，在小行星通告111804上正式公告為海衛14，2019年2月命名為希波坎普（Hippocamp）。

## 發現
馬克·肖華特在2013年7月1日檢視哈伯太空望遠鏡於2009年拍攝的亞當斯環弧的影像時發現了希波坎普。他使用一種類似水平搖攝的技術來補償軌道運動，並且透過多個模糊影像的疊加來產生細節。在決定擴展搜尋範圍，"隨心所欲"的超出環的半徑後，他發現相當明顯可以代表新衛星的光點。然後，他不斷地在哈伯太空望遠鏡在2004年之後拍攝的影像中發現相同的光點。航海家2號曾經觀測到海王星所有的內側衛星，但由於它非常昏暗，所以在1989年時沒有觀測到。鑒於相關的圖像早已向大眾公開，因此，任何人都可以進行此一發現。
希波坎普是自2003年9月發現普薩馬以後，發現的第一顆海王星的衛星。 

## 起源
海王星最大的衛星崔頓是一顆軌道逆行，且大角度傾斜的衛星。據推測，崔頓是在原始的海王星系統形成後，才被從古柏帶捕獲。先前存在的衛星會因為此一事件而改變軌道，導致一些衛星彈射出去或和其它的衛星碰撞而被破壞。 至少，現在存在的海王星內側衛星是在崔頓的軌道受到潮汐減速之後，從碎石的廢墟中吸積形成的。
另一個假設認為，希波坎普可能是從最靠近海王星的大衛星，普羅杜斯（海衛八）受到撞擊產生的碎屑形成的。碎屑可能是由彗星撞擊的最大隕石坑法羅斯撞擊坑噴出的；由這個撞擊坑噴出的物質，體積大約是希波坎普的50倍。希波坎普的軌道相對地靠近普羅杜斯，它們的半長軸相差約12,000公里。希波坎普可能在距離普羅杜斯只有數千公里之內形成，然後由於它與海王星相互的潮汐作用更為強烈，才與普羅杜斯拉開了距離。

## 物理性質

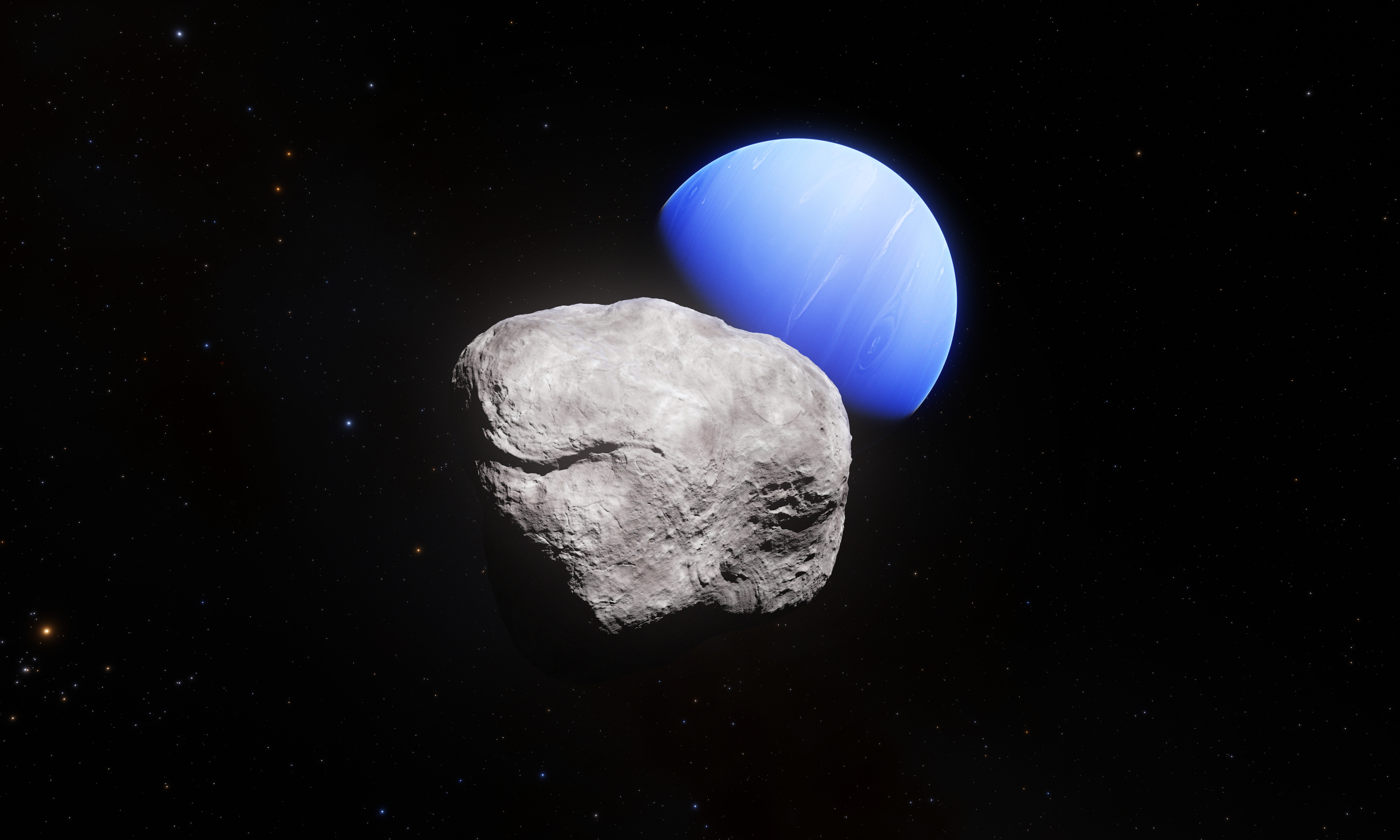
海王星和它最小的衛星希波坎普（藝術家的概念）。

一般認為希波坎普的表面類似其它的內側衛星一樣，像"骯髒的瀝青"一樣黑  。它們的幾何反照率範圍在0.07至0.10之間 。最初，依據希波坎普26.5的視星等估計，它的直徑在16至20公里，使它成為海王星最小的衛星。最近對海王星衛星的觀測顯示，希波坎普的直徑為34.8公里，幾乎是先前估計的兩倍。然而，它依然是海王星內側，常規衛星中最小的。
使用哈伯太空望遠鏡的近紅外線照相機和多目標分光儀（NICMOS）檢查了海王星環和內側衛星的近紅外光譜，類似太陽系小天體黑暗、紅化物質的特徵，似乎存在於其所有的表面。資料顯示含有有機化合物碳-氫鍵（C-H鍵）、和/或碳－氮鍵（C≡N）的結合，但光譜的解析度不足以識別是何種分子。認為存在外太陽系富含的水冰，但是在光譜中無法觀察到其特徵（不像天王星的小衛星）。

## 軌道屬性

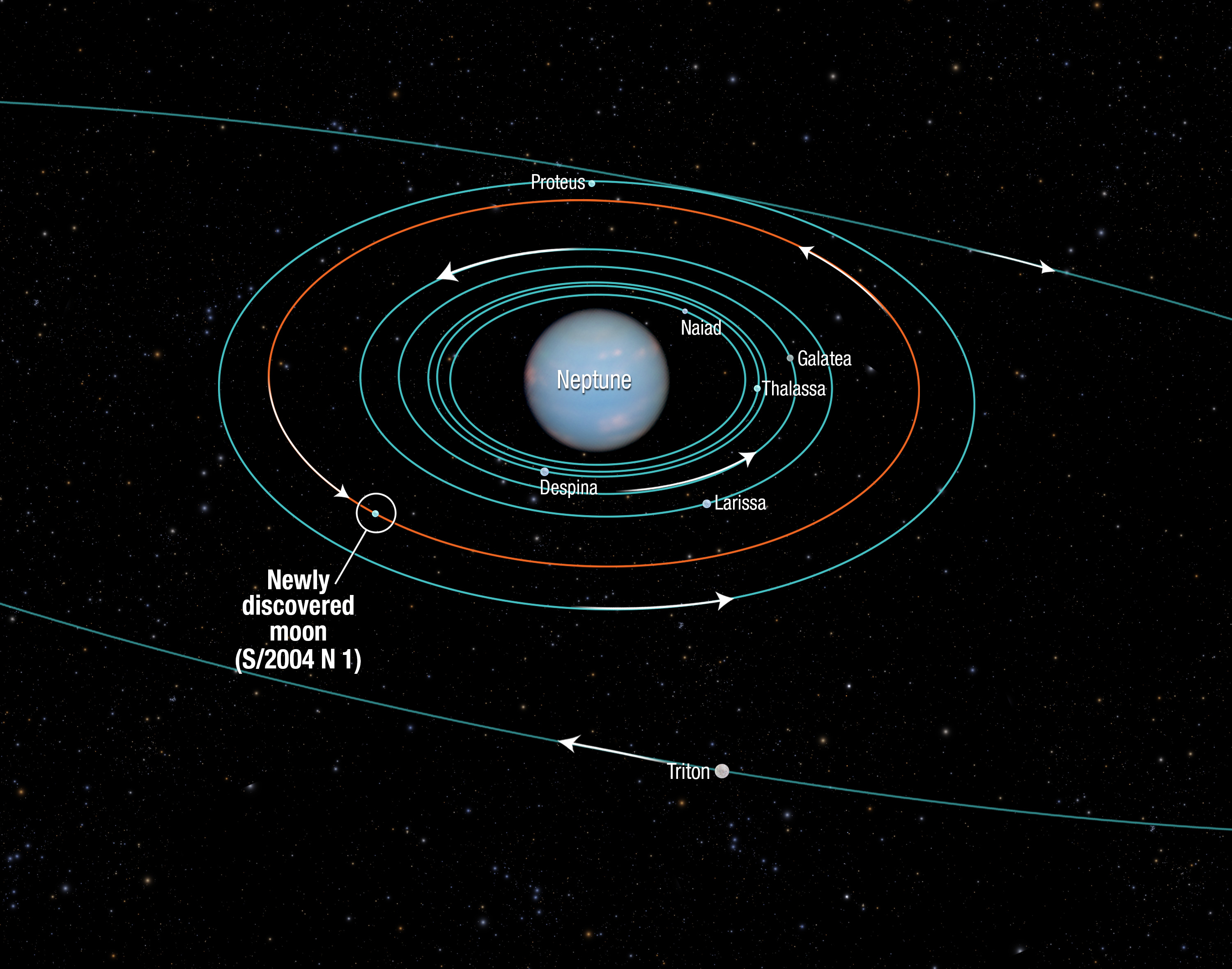
涵蓋到海衛一的衛星軌道圖。特別突出顯示海衛十四希波坎普的軌道。

希波坎普每22小時28.1分鐘（0.9362天）公轉海王星一圈，暗示它的軌道半長軸，或軌道距離約為105,283 km（65,420 mi），正好略高於地月距離的四分之一，或大約是海王星環平均半徑的兩倍。它的軌道傾角和離心率都接近零，並介於拉里薩和普羅杜斯之間，成為海王星外層規則衛星的第二顆。這種衛星的趨勢是直徑隨者與主體行星的距離增加而增加，但它卻反其道而行，是在這個位置上最小的衛星。
拉里薩和西坡坎普的週期有著3:5的軌道共振，差異只有1%左右；而希波坎普和普羅杜斯的週期有差異少於0.1%以內的5:6共振。一般認為拉里薩和普羅杜斯在幾億年前可能經歷了1:2的平均運動共振。普羅杜斯和希波坎普因為在海王星的同步軌道之外（海王星的自轉週期為0.6713天)，所以一直在遠離拉里薩，並因此被潮汐加速，而拉里薩在其內，則受到潮汐減速。

## 命名
這顆衛星以希臘神話中的生物，馬頭魚尾怪（Hippocamp）命名為希波坎普。這顆衛星在2013年編號為海衛十四，但直到2019年2月才獲得正式的名字。
發現小組決定依據古希臘羅馬神話中與海神波塞冬或尼普頓有關的一張圖中，向國際天文學聯合會提交與海王星其它衛星一致的名稱。 考慮的名稱包括波塞冬獨眼的大兒子波利菲莫斯（Polyphemus）和托俄薩（Thoosa）。團隊的領導人，肖華特選擇了西坡坎普這個名字，部分原因是認同"海馬屬"的海馬恰如其分的有著馬頭魚尾。在2019年，國際天文學聯合會接受了希波坎普的名字。

## 註解
1. ↑  這三顆衛星的軌道週期各自為0.55465、0.93618和1.12231天，實際的比率值為2.962：5.000：5.994

## 外部連結
维基共享资源上的相關多媒體資源：海衛十四